# Bumbum no Ar
"Bumbum no Ar" é uma canção da drag queen brasileira Lia Clark com a cantora Wanessa Camargo. Foi lançado como terceiro single do álbum de estréia de Lia, É da Pista (2018).

## Vídeo musical
O vídeo musical foi dirigido pelo Felipe Sassi, e postado no canal de Lia no YouTube em 18 de setembro.

### Ficha técnica
Créditos adaptados do YouTube.
- Direção e Roteiro: Felipe Sassi
- Assistência de Direção (1º): Thayna Laduano
- Assistência de Direção (2º): Lucas Romano
- Direção Criativa: Felipe Sassi e Thayna Laduano
- Produção Executiva: Pedro Lima e Raquely Ramalho
- Direção de Fotografia: Daniel Primo
- Assistência de Câmera (1º): Karla Meneguetti
- Assistência de Câmera (2º): Fernanda Linguabe
- Logger: Benhur
- Direção de Produção: Diana Balsini
- Produção Geral e de Elenco: Wanisy Roncone
- Produção: Lucas Barsalini, Jessica Martins e Pam Hughes
- Produtor de Locação: Zé Eduardo Jordão
- Styling (Lia Clark e Wanessa Camargo): Nilo Caprioli
- Styling (Elenco): Fernanda Gunutzman
- Assistente de Styling (Elenco): Bruna Policarpo, Diogo Gomes e Thamie Hirata
- Beleza (Lia Clark): Sasha Vilela
- Beleza (Wanessa Camargo): Tereza Brown
- Beleza (Elenco e Ballet): Jessica Christen
- Direção de Arte: Poliana Feulo
- Contrarregras: Paulinho e Amarildo
- Caminhão de Arte: Elizeu
- Coreografia: Camila Muniz
- Ballet: Guilherme Freitas e Vinicius Nascimento
- Elenco: Adriana Cinti, Amanda Hayar, Gerson Pinheiro dos Santos (Dublê), Helmer Juarez Martins (Dublê), Hermano Cioruci, Hugo Domith, Layla Guchilo, Lucas Romano, Marco Marfia, Osmar Pereira, Pedro Casali, Renan Altavista, Romulo Vianna, Stevan Nunes e Victor Libório
- Fotógrafo: Rodolfo Magalhães
- Making Of: Cris Sevieri  / Making offers
- Edição: Felipe Sassi
- Cor: Lucas Bergamini
- Produtora de Áudio: Capitão Foca
- Trilha Sonora Original, Edição de Som e Mixagem: Pedro Vituri
- Atendimento (Produtora de Áudio): Zá Coelho
- Direção Criativa (Produtora de Áudio): Felipe Parra
- Chefe de Elétrica / Maquinária: Equipe GiriLuz
- Caminhão de Luz e Maquinário: Equipe GiriLuz
- Gerador: Equipe GiriLuz
- Catering: Van Espindola
- Pickup de Produção: Leandro
- Vans: Cine Van Transportes
- Motorista Van de Câmera: Gilberto
- Motorista Van de Produção: João Paulo
- Agradecimentos: SP Cine
- Apoio: SP Cine, 269 Chilli Pepper Single Hotel, Pizza Crek e GiriLuz
- Realização: Lia Clark Produções

## Histórico de lançamento
| Região | Data                 | Formato          | Gravadora    |
| ------ | -------------------- | ---------------- | ------------ |
| Brasil | 5 de outubro de 2018 | Download digital | Independente |